# Jan Brunt
Jan Brunt (Woerden, 17 augustus 1872 – Zeist, 23 januari 1950) was een Nederlands burgemeester. Van 1907 tot 1913 was hij daarnaast lid van de Provinciale Staten van Zuid-Holland (district Leiden). Ook is hij de samensteller van een onuitgegeven predikantenregister van hervormde predikanten in Nederland sinds de Reformatie, thans in bezit van de Universiteit Utrecht. Hij was getrouwd met Anna Elisabeth Gunning, dochter van dominee Edward Bernard Gunning uit een geslacht van vele predikanten en hoogleraren.
Jan Brunt volgde de openbare en bijzondere school in Woerden en vervolgens het gymnasium in Doetinchem. Hij studeerde rechten aan de Universiteit Utrecht, waar hij in 1901 afstudeerde. Van 1901 tot 1905 was hij burgemeester van de gemeente Willemstad. Van 1905 tot 1938 was hij burgemeester van ’s-Gravenzande. Tijdens zijn ambtsperiode in deze laatste gemeente kreeg hij onder andere te maken met de schipbreuk van de Berlin in 1907 voor de kust van Hoek van Holland.